# Torneo Competencia 1950
El Torneo Competencia 1950, nombrado "Arturo L. Michel", fue la decimosegunda edición del Torneo Competencia. Compitieron los catorce equipos de Primera División. El campeón fue Rampla Juniors por primera vez. La forma de disputa fue de un torneo a una rueda todos contra todos.

## Posiciones
| Puesto | Equipo         | Pts. | PJ | PG | PE | PP | GF | GC | Dif. |
| ------ | -------------- | ---- | -- | -- | -- | -- | -- | -- | ---- |
| 1º     | Rampla Juniors | 23   | 13 | 10 | 3  | 0  | 29 | 6  | 23   |
| 2º     | Peñarol        | 21   | 13 | 10 | 1  | 2  | 38 | 12 | 26   |
| 3º     | Nacional       | 20   | 13 | 9  | 2  | 2  | 33 | 15 | 18   |
| 4º     | Defensor       | 18   | 13 | 7  | 4  | 2  | 29 | 22 | 7    |
| 5º     | River Plate    | 16   | 13 | 6  | 4  | 3  | 29 | 21 | 8    |
| 6º     | Danubio        | 14   | 13 | 5  | 4  | 4  | 24 | 17 | 7    |
| 7º     | Central        | 14   | 13 | 5  | 4  | 4  | 26 | 25 | 1    |
| 8º     | Sud América    | 12   | 13 | 4  | 4  | 5  | 16 | 24 | -8   |
| 9º     | Cerro          | 11   | 13 | 4  | 3  | 6  | 23 | 23 | 0    |
| 10º    | Liverpool      | 10   | 13 | 4  | 2  | 7  | 20 | 27 | -7   |
| 11º    | Wanderers      | 8    | 13 | 3  | 2  | 8  | 16 | 27 | -11  |
| 12º    | Racing         | 7    | 13 | 2  | 3  | 8  | 16 | 34 | -18  |
| 13º    | Bella Vista    | 6    | 13 | 2  | 2  | 9  | 15 | 28 | -13  |
| 14º    | Progreso       | 2    | 13 | 0  | 2  | 11 | 10 | 43 | -33  |

## Resultados
| Peñarol        | 1-0 | Wanderers   |
| Nacional       | 3-0 | Bella Vista |
| Rampla Juniors | 4-0 | Sud América |
| Central        | 5-0 | Progreso    |
| River Plate    | 4-1 | Liverpool   |
| Cerro          | 2-2 | Defensor    |
| Danubio        | 4-1 | Racing      |

| Nacional       | 2-0 | Danubio     |
| Peñarol        | 3-0 | Cerro       |
| River Plate    | 4-1 | Sud América |
| Defensor       | 5-1 | Wanderers   |
| Rampla Juniors | 4-1 | Racing      |
| Central        | 4-1 | Liverpool   |
| Bella Vista    | 5-0 | Progreso    |

| Peñarol        | 3-0 | Sud América |
| Rampla Juniors | 2-0 | Wanderers   |
| Nacional       | 1-0 | Defensor    |
| Danubio        | 3-1 | Central     |
| River Plate    | 3-2 | Cerro       |
| Racing         | 1-1 | Progreso    |
| Liverpool      | 3-1 | Bella Vista |

| Nacional       | 3-2 | Liverpool   |
| Racing         | 2-2 | Wanderers   |
| Central        | 2-2 | Sud América |
| Peñarol        | 1-1 | Danubio     |
| Defensor       | 3-1 | River Plate |
| Cerro          | 2-1 | Bella Vista |
| Rampla Juniors | 3-0 | Progreso    |

| Defensor       | 1-1 | Central     |
| Liverpool      | 0-0 | Sud América |
| Rampla Juniors | 2-0 | River Plate |
| Peñarol        | 6-0 | Progreso    |
| Nacional       | 3-1 | Wanderers   |
| Danubio        | 2-0 | Cerro       |
| Racing         | 2-0 | Bella Vista |

| Rampla Juniors | 1-0 | Nacional    |
| Wanderers      | 2-0 | Bella Vista |
| Peñarol        | 1-0 | River Plate |
| Defensor       | 3-2 | Racing      |
| Danubio        | 2-1 | Sud América |
| Liverpool      | 3-2 | Progreso    |
| Cerro          | 3-0 | Central     |

| Rampla Juniors | 2-1 | Peñarol     |
| Nacional       | 3-3 | Cerro       |
| Sud América    | 3-1 | Wanderers   |
| Racing         | 2-2 | Central     |
| River Plate    | 2-2 | Bella Vista |
| Danubio        | 5-1 | Progreso    |
| Defensor       | 3-2 | Liverpool   |

| Nacional       | 3-0 | Progreso    |
| Defensor       | 3-2 | Peñarol     |
| Central        | 3-2 | River Plate |
| Rampla Juniors | 1-0 | Danubio     |
| Liverpool      | 3-1 | Wanderers   |
| Sud América    | 2-0 | Bella Vista |
| Cerro          | 4-1 | Racing      |

| Peñarol        | 5-2 | Liverpool   |
| River Plate    | 3-1 | Wanderers   |
| Rampla Juniors | 1-1 | Bella Vista |
| Defensor       | 1-1 | Danubio     |
| Cerro          | 3-1 | Progreso    |
| Sud América    | 3-1 | Racing      |
| Nacional       | 4-1 | Central     |

| Nacional       | 3-3 | River Plate |
| Defensor       | 4-1 | Bella Vista |
| Peñarol        | 5-1 | Racing      |
| Danubio        | 1-1 | Wanderers   |
| Sud América    | 1-1 | Progreso    |
| Liverpool      | 1-0 | Cerro       |
| Rampla Juniors | 1-1 | Central     |

| Peñarol        | 4-2 | Central     |
| Nacional       | 4-0 | Sud América |
| River Plate    | 3-0 | Racing      |
| Rampla Juniors | 1-0 | Liverpool   |
| Wanderers      | 2-1 | Cerro       |
| Defensor       | 3-2 | Progreso    |
| Bella Vista    | 3-2 | Danubio     |

| Racing         | 1-0 | Liverpool   |
| River Plate    | 2-1 | Danubio     |
| Defensor       | 1-1 | Sud América |
| Rampla Juniors | 2-2 | Cerro       |
| Central        | 2-1 | Bella Vista |
| Wanderers      | 3-1 | Progreso    |
| Peñarol        | 3-1 | Nacional    |

| Nacional       | 3-1 | Racing      |
| Danubio        | 2-2 | Liverpool   |
| Rampla Juniors | 5-0 | Defensor    |
| Sud América    | 2-1 | Cerro       |
| Central        | 2-1 | Wanderers   |
| River Plate    | 2-1 | Progreso    |
| Peñarol        | 3-0 | Bella Vista |